# Shama oriental
El shama oriental, anteriorment anomenat rossinyol garser comú (Copsychus saularis) és una espècie d'ocell de la família dels muscicàpids (Muscicapidae) que habita boscos i terres de conreu de la zona indomalaia, al nord del Pakistan, l'Índia, Sri Lanka, sud de la Xina, Sud-est Asiàtic, illes Andaman, Sumatra, Java, Bali, Borneo i altres illes més petites. El seu estat de conservació es considera de risc mínim.